# Кирково училище
Кирковото училище в Хасково е градска къща с класическа архитектура, характерна за региона на Тракия в края на XIX век. Фасадата и интериора на къщата са изписани с флорални елементи, а над главното стълбище с 4 симетрични дървени колони, се намира оригинална пластика, представляваща лъвска глава с два симетрични рога на изобилието. Интериорът на къщата представлява салон с 4 стаи. Къщата е построена от занаятчията от Ортакьой Анастас Христев през 1882 г., който отдава стаи на пребиваващите в града лекари. Първи в нея живее д-р Димитри Тавридис - градски лекар на Хасково от 1888 г., а от 1899 г. наемател е майор д-р Никола Кирков - старши лекар на 10-ти Родопски пехотен полк. Д-р Кирков е потомък на сопотския род, от който произлиза и рода на Иван Вазов.
Кирковото училище е превърнато в основно училище през 1917 г. и работи като такова до 1936 г. През 1952 г. къщата е основно ремонтирана и фасадата и стените на стаите са измазани и боядисани в бяло. Изгубена е оригиналната украса. От тази година къщата работи като музей и в нея е настанена постоянна експозиция "Работническо революционно движение в Хасково". През 1975 г. е направен нов ремонт и къщата е изрисувана наново с флорална декорация на фасадата и някои от стаите, и геометрични фигури в салона. В нея е подредена постоянна екпозиция "Живот и дело на проф. д-р Асен Златаров" до 1992 г., когато там започва да се помещава местната централа на СДС. През 2006 г. е открита експозиция "Хасковски будители", която е обновена и открита отново за посетители през 2024 г. 